# Friedrich Wilhelm Arnold
Pour les articles homonymes, voir Friedrich Arnold et Arnold.
Friedrich Wilhelm Arnold, né le 10 mars 1810 à Heilbronn et mort le 12 février 1864 à Elberfeld, est un musicien wurtembergeois, compositeur de musique, éditeur et collectionneur de chansons folkloriques.

## Biographie
Il grandit sur la propriété de ses parents à Sontheim dans le royaume de Wurtemberg. Dès son plus jeune âge, il reçoit une formation musicale de son père, directeur musical. Il étudie la théologie et la philosophie à Tübingen et à Fribourg et obtient son doctorat en 1832. Sa vie professionnelle commence à Cologne où il travaille comme éditeur, feuilletoniste, critique de théâtre et d'opéra, directeur de chœur de l'Opéra allemand et conseiller dramatique. Entre 1835 et 1840, il est directeur et copropriétaire d'Eck & Comp., éditeur de musique à Cologne. Pendant cette période, il écrit également des nouvelles historiques et, entre 1835 et 1841, en publie plusieurs sous forme de nouvelles. Il rédige un certain nombre de volumes du périodique musical Pfennig-Magazin für Gesang und Guitarre et publie ses propres arrangements pour guitare, piano et violon.
En 1836, il épouse Maria Henriette Amalia Frambach (1805–1867), fille du directeur des finances publiques de la ville de Cologne Johann Heinrich Frambach (1771–1821). Le couple a trois enfants, Ursula (née en 1837), Jakob (1840–1877) et Agnes (1843–1876),,. Ursula, également connue sous le nom de Lina, a pour professeur de piano Clara Schumann et Johannes Brahms, avec lesquels elle garde contact tout au long de sa vie,,. Jakob, qui s'appelait également Emil, reprend l'entreprise de son père après sa mort.
En 1841, Friedrich Arnold s'installe à Elberfeld, fonde sa propre entreprise de musique et, sept ans plus tard, ouvre une maison d'édition musicale. Il publie plus de 700 œuvres, dont des pièces de Ludwig van Beethoven, Franz Liszt, Felix Mendelssohn Bartholdy, Wolfgang Amadeus Mozart, Robert Schumann et Franz Schubert. Il a des relations d'affaires et des contacts personnels avec plusieurs compositeurs contemporains dont Robert et Clara Schumann ainsi que Johannes Brahms.
À partir de 1850, Arnold il se consacre à des recherches sur la chanson populaire allemande et collabore avec Philipp Wackernagel, Anton Wilhelm von Zuccalmaglio, Karl Simrock, Johannes Brahms et Ludwig Uhland. Ses recherches sont à l'origine de sa collection de chansons folkloriques Deutsche Volkslieder aus alter und neuer Zeit (Chants folkloriques allemands de l'ancien et du nouveau temps) publiée à titre posthume.
À la fin des années 1850, il a accès au Locheimer Liederbuch, un manuscrit de chansons allant de la fin du Moyen Âge au début de la Renaissance, qu'il entreprend d'éditer. En 1863, l'éditeur des Jahrbücher für musikalische Wissenschaft Friedrich Chrysander l'invite à soumettre ce travail pour publication. Peu de temps avant sa mort le 12 février 1810, à la suite d'un accident vasculaire cérébral, il envoie son manuscrit à Chrysander. Après une révision par Heinrich Bellermann, l'édition Arnold est publiée dans les Jahrbücher en 1867.

## Œuvre

### Nouvelles
- Der Virtuose aus Genua, in: T. Hell (Ed.), Penelope. Taschenbuch für das Jahr 1835, vol. 24, Leipzig, JC Hinrichsche Buchhandlung, 1835, p. 227–353.
- Der Chouan. Historische Novelle aus dem letzten Dezennium, Leipzig, Chr. E. Kollmann, 1841, 388 pp.
- Der Virtuose aus Genua, Die Sternauer (The Sternauers), Leipzig, Chr. E. Kollmann. 1841, 301 pp.
- Die Blutbrücke, Der Geächtete (The Outlaw), Das Nebelmännchen (The Fog Man), Leipzig, Chr. E. Kollmann, 1841, 354 pp.

### Éditeur
- Pfennig-Magazin für Gesang und Guitarre, Cologne, Gaul & Tonger, 1834-1835, vol. 1, puis Hebe ein Pfennig-Magazin für Freunde und Freundinnen des Gesanges und der Guitarre, Cologne, Gaul & Tonger, 1837, vol. 2, 1838, vol. 3, 1839, vol. 4.
- Deutsche Volkslieder, aus alter und neuer Zeit gesammelt und mit Clavierbegleitung versehen, Elberfeld, Arnold, 1864–1871, notes 1–9.
- Das Locheimer Liederbuch nebst der Ars Organisandi von Conrad Paumann, dans: F. Chrysander (Ed.), Jahrbücher für musikalische Wissenschaft, vol. II, Leipzig, Breitkopf et Härtel, 1867, p. 1–234.